# 류큐 해구

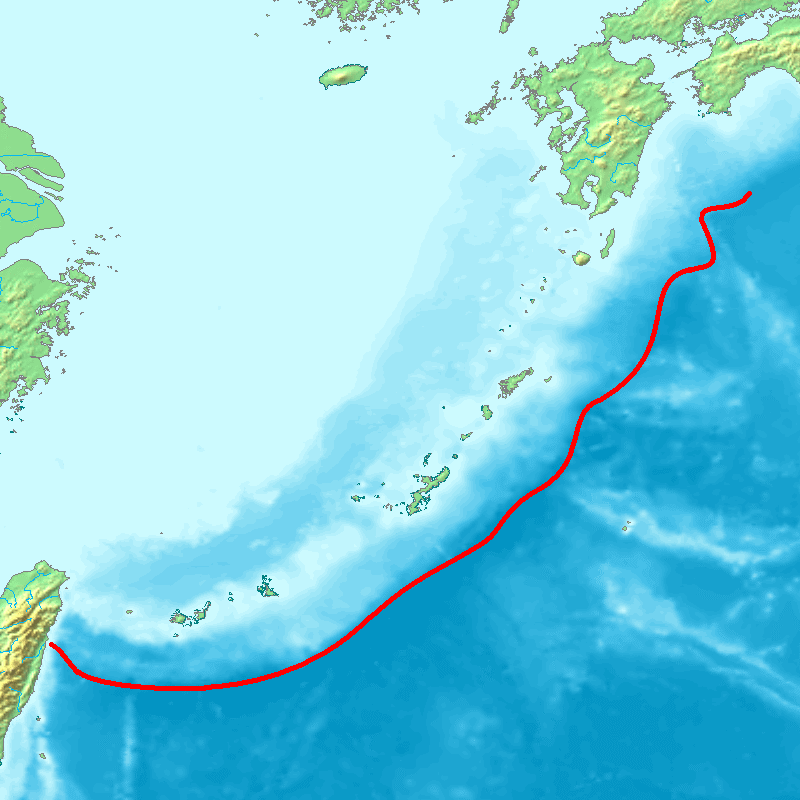
류큐 해구

류큐 해구(琉球海溝)는 류큐 열도에 거의 평행으로 달리는 해구이다. 길이는 약 1,350km. 최심부의 깊이는 7,460m이다.  필리핀판이 유라시아판 아래로 섭입하는 수렴형 경계다.

## 같이 보기
- 류큐 열도 근해 지진